# كونتية لون
كونتية لون ((بالهولندية: Graafschap Loon)‏، (بالفرنسية: Comté de Looz)‏) كانت مقاطعة من  النظام القديم  لالإمبراطورية الرومانية المقدسة، وتقع غرب نهر الميز في الوقت الحاضر بلجيكا بالفلامية، وشرق دوقية برابنت القديمة.

## مزيد من القراءة
- Jappe Alberts (1974)، Gecheidenis van de Beide Limburgen، Van Gorcum
- Lamarcq، Danny؛ Rogge، Marc (1996)، De Taalgrens: Van de oude tot de nieuwe Belgen، Davidsfonds